# 杰克·巴特勒·叶芝
杰克·巴特勒·叶芝 RHA（Jack Butler Yeats 1871年8月29日—1957年3月28日）是一名愛爾蘭畫家，威廉·巴特勒·葉芝的弟弟，曾在1924年夏季奧林匹克運動會上獲得繪畫獎。他早期主要繪製風景類插畫，1906年轉攻油畫。

## 生平
他出生於倫敦，是約翰·巴特勒·葉芝的幼子。他在愛爾蘭斯萊戈的祖父母家中長大，1887年才回到倫敦的父母家中。早年，他以繪製插圖謀生，1906年轉攻油畫。1920年左右，他對表現主義繪畫產生興趣。政治上，他同情愛爾蘭共和主義者，但他本人並無政治上的建樹。他的主要貢獻還是在繪畫上。约翰·伯格說他是一名偉大的畫家，樂於接受新鮮事物。
他曾在1924年夏季奧林匹克運動會的藝術比賽上獲得繪畫的銀牌，獲獎作品為《The Liffey Swim》（奧林匹克官方記錄為《Swimming》），成為愛爾蘭第一個獲得奧林匹克獎牌的人。

## 外部連接
- Cuala Press Broadside Collection, illustrated by Jack B. Yeats （页面存档备份，存于） is located at the Special Collections/Digital Library （页面存档备份，存于） in Falvey Memorial Library （页面存档备份，存于）  at Villanova University.
- The Only Art: Letters of JBY （页面存档备份，存于）
- The Fourth John Butler Yeats Seminar, at the Swift Theatre, Trinity College, Dublin  10–12 September 2010 details
- Jack Butler Yeats' Illustrations from Punch （页面存档备份，存于），HeidICON
- YouTube上的Pictorial Retrospective of some John Jack Butler Yeats Paintings sold via Auction
- Jack Butler Yeats的作品  - 古騰堡計劃
- 互联网档案馆中杰克·巴特勒·叶芝的作品或与之相关的作品
- Jack B. Yeats在国会图书馆管理局的纪录，有34条目录ue纪录
- Yeats Society Sligo  （页面存档备份，存于）
- Irish Record Price for Yeats （页面存档备份，存于）